# Clã Doi

Mon (Brasão) do Clã Doi

O Clã Doi (土井市, Doi-shi) foi um clã samurai da Província de Mikawa .
Doi Toshikatsu (1573-1644), filho de Mizuno Nobumoto, tio de Tokugawa Ieyasu, foi adotado e criado por Doi Toshimasa que o apresentou a Tokugawa Hidetada como seu sucessor. Em 1601, tornou-se Daimyō e recebeu o Domínio de Shimosa com renda de 10.000 koku, em seguida, foi transferido para o Domínio de Sakura (30.000 koku) e Domínio de Koga (132.000 koku). Toshikatsu teve 3 filhos, de onde se originaram os três ramos da família .
- O ramo principal ficou até 1675 no Domínio de Koga (Shimōsa - 132.000 koku). Nesta época, Doi Toshihisa morreu sem deixar herdeiros, e seu tio Doi Toshimasu assumiu a liderança do Clã, e foi transferido para o Domínio de Toba (Shima - 60.000 koku). Transferido para Domínio de Karatsu (Hizen) em 1691, a família retornou em 1762 para Koga (80.000 koku). Após a abolição do sistema han o líder deste ramo se tornou shishaku ( "visconde" ) no kazoku [1].
- O ramo secundário fundado por Doi Toshinaga, o segundo filho de Toshikatsu. Foi Daimyō de Nishio (Mikawa) em 1663 , e de 1747 até a Restauração Meiji foi Daimyō de Kariya (também em Mikawa - 23.000 koku). O líder deste ramo se tornou shishaku ( "visconde" ) [1].
- O último ramo foi fundado por Doi Toshifusa, terceiro filho de Toshikatsu. Foi estabelecido desde 1682 no Domínio de Ono (Echizen - 40.000 koku). O líder deste ramo se tornou shishaku ( "visconde" )[1].